# شتابان از میان برف‌ها
شتابان از میان برف‌ها (انگلیسی: Dashing Through the Snow) یک فیلم فانتزی کمدی آمریکایی محصول سال ۲۰۲۳ به کارگردانی تیم استوری، نویسندگی اسکات روزنبرگ با بازی لیل رل هاوری، لوداکریس، تیونا پریس، اسکار نونز، مدیسون اسکای ولیدوم و مری‌لین رایسکوب است.

## داستان
این فیلم داستان یک مددکار اجتماعی و دخترش را روایت می‌کند که وقتی بابا نوئل هدف حمله عوامل یک کنگره خدعه قرار می‌گیرد، به بابانوئل کمک می‌کنند.

## ساخت
فیلمبرداری در آتلانتا، جورجیا در اوت ۲۰۲۲ آغاز شد. موسیقی متن فیلم توسط کریستوفر لنرتس ساخته شده است.

## انتشار
این فیلم در ۱۷ نوامبر ۲۰۲۳ در دیزنی پلاس منتشر شد.

## بازخوردها
در وب‌سایت جمع‌آوری نقد راتن تومیتوز ۳۵ درصد از بررسی‌های ۱۷ منتقد مثبت هستند، با میانگین امتیاز ۴٫۱ از ۱۰.